# Rinkaby
Rinkaby es una localidad situada en el municipio de Kristianstad, Escania, Suecia con 745 habitantes en 2010. Está cerca del lago Hammarsjön y a 12 kilómetros de Kristianstad. El pueblo tiene una escuela de preescolar y primaria, que se encuentra en un edificio originario del siglo XIX. Hay un centro de ocio, un club de fútbol y algunas tiendas.
El área tiene despojos de la Edad de Piedra, el nombre de la aldea se deriva probablemente de la palabra "rekkr", que significa "hombre" o "guerrero", y "by" se refiere a un acuerdo en sueco antiguo. La iglesia parroquial fue construida en el siglo XIII y contiene pinturas murales medievales y un reloj astronómico. Es una comunidad agrícola; en el siglo XIX, la zona era famosa por el cultivo del tabaco, pero ahora se especializa en la cría de ganado angus.